# Matías Ballini
Matías Leonel Ballini (Campana, 19 dicembre 1988) è un calciatore argentino, centrocampista del Deportivo Morón.

## Caratteristiche tecniche
È un mediano che può giocare anche come terzino.